# 厚東武光
厚東 武光（ことう たけみつ、生没年不詳）は、平安時代末期から鎌倉時代初期にかけての武将。厚東氏7代当主。6代厚東武晴の子。子に8代厚東武景がいる。後に剃髪し、念西と号した。
長門国厚狭郡郡司。厚東左衛門太夫。源平争乱以前の長門守護職・押領使であったといわれる（『長門国守護代記』・『長門国守護職次第』）。
『源平盛衰記』によれば、源平合戦においては平氏に味方し、後に源氏に属したという。寿永3年（1184年）1月（旧暦）の一ノ谷の戦いに際し、諸国から摂津国一ノ谷の陣に馳せ参じた「平家年来伺候人」の中に見える「厚東入道武道」なる人名はこの武光であるとされている。しかし、平氏が衰勢に傾きつつあった文治元年（1185年）以降には、長門・周防の他の多くの諸族に同じく厚東氏も源氏になびいたとされる（壇ノ浦の戦いで長府串崎の船頭衆を斡旋するなど厚東氏は源氏に協力したという）。
子の武景は鎌倉幕府の御家人であったと考えられているが、武光の代で御家人になったかは定かではない。『長門国志』所載の系図では武光を長暦元年（1037年）2月24日（旧暦）とするが、上記の事績からは大いに矛盾しており、正確な没年は不明である。
後の厚東氏累代の居城、霜降城を本拠である棚井（現宇部市）に創築した。